# Striatellaceae
Famille
Les Striatellaceae sont une famille d'algues de l'embranchement des Bacillariophyta (Diatomées), de la classe des Bacillariophyceae et de l’ordre des Striatellales.

## Étymologie
Le nom de la famille vient du genre type Striatella, composé du préfixe stria-, « rainure, strie », et du suffixe latin -ella, petite, en référence aux fines stries observées sur les valves de cette diatomée. 

## Liste des genres
Selon AlgaeBase (5 juin 2022) :
- Pseudostriatella Shin.Sato, Mann & Medlin, 2008
- Striatella C.Agardh, 1832

## Systématique
Le nom correct complet (avec auteur) de ce taxon est Striatellaceae Kützing, 1844.